# Clara Usón Vegas
Clara Usón Vegas   (Barcelona, 1961) és una escriptora catalana que escriu en castellà.

## Biografia
Llicenciada en Dret per la Universitat de Barcelona. Ha guanyat el Premio de la Crítica per La hija del Este, una novel·la basada en la figura d'Ana Mladić, filla del general serbi Ratko Mladić, responsable de la matança de Srebrenica.
La seva anterior novel·la, Corazón de Napalm –un retrat dels estralls que van causar els excessos de la generació dels 80– va ser guardonada amb el Premio Biblioteca Breve.

## Obres
- Noches de San Juan (1998)
- Primer vuelo (2001)
- El viaje de las palabras (2005)
- Perseguidoras (2007)
- Corazón de napalm (2009)
- La hija del Este (2012)
- Valor (2015)
- El asesino tímido (2018)
- Las fieras (Seix Barral, 2024)

## Premis i reconeixements
- Premi Femenino Lumen (1998)
- Premi Biblioteca Breve de Seix Barral (2009)
- Premi Ciutat de Barcelona de Literatura en llengua castellana 2012[1]
- Premi de la Crítica 2013
- VIII Premio 2014 per la Cultura Mediterranea (Itàlia)